# معكرونة الأورتولانا
باستا آل'أورتولانا هي تخصص طهي إيطالي يتم تحضيره عن طريق طهي مجموعة متنوعة من الخضروات قبل مزجها مع المعكرونة (النطق: [أورطولانا]، وتعني بالايطالية "بائع الخضروات").
وصفة الطبق لا تحدد نوع معين من المعكرونة، لذا يمكن تحضيرها باستخدام الفوسيلي، الفيتوتشيني، البيني، الريجاتوني، الفارفالي أو أي نوع آخر من المعكرونة القصيرة. الخضروات المستخدمة عادةً هي الجزر، البصل، الكراث، الثوم، الكوسا، الكرفس، الفلفل الأصفر والأحمر، الطماطم الكرزية، والباذنجان.

## تحضير
يجب غسل وتنظيف الخضروات قبل تقطيعها إلى شرائح صغيرة (باستثناء الكرفس الذي يجب تقطيعه إلى قطع أصغر). يتم قلي الثوم قليلا مع زيت الزيتون في مقلاة حتى يصبح لونه ذهبياً، ثم يُرفع من المقلاة؛ في هذه الأثناء، يتم استخدام مقلاة أخرى لغلي ماء مملح بشكل معتدل، والذي سيتم استخدامه لطهي المعكرونة.
يتم إضافة الجزر، الكراث، والكرفس إلى المقلاة حيث تم قلي الثوم في زيت الزيتون ويُترك ليُطهى لمدة حوالي 6 إلى 7 دقائق، قبل إضافة الفلفل الأحمر والأصفر، والملح، والفلفل إلى المزيج. في هذه الأثناء، تُضاف المعكرونة إلى المقلاة الأخرى التي تحتوي على الماء المغلي الساخن وتُطهى لمدة حوالي 6 إلى 10 دقائق (حسب نوع المعكرونة). بعد 3 أو 4 دقائق من طهي الخضروات، يجب إضافة 1 أو 2 ملعقة من الماء المغلي الساخن (الذي يتم طهي المعكرونة فيه) إلى المقلاة مع الخضروات، قبل إضافة الباذنجان والطماطم الكرزية، وترك المزيج يُطهى لمدة حوالي 10 دقائق.
عندما تصبح المعكرونة جاهزة تقريبًا، يتم إخراجها من الماء المغلي وإضافتها إلى المقلاة مع جميع الخضروات، حيث يتم مزج المكونات وطهيها لمدة 2 أو 3 دقائق أخرى قبل التقديم مع بعض أوراق الريحان الطازج على الوجه.

## المتغيرات
هذا الطبق الإيطالي يمكن أن يحتوي على العديد من المتغيرات بما أن الفكرة الأساسية هي تحضير الصلصة باستخدام خضروات طازجة مختلفة قبل مزجها مع المعكرونة (تمامًا كما هو الحال مع نوع المعكرونة، لا توجد مواصفات صارمة فيما يتعلق بنوع الخضروات المستخدمة في "الأورتولانا"). قد يستبدل البعض الكراث بالبصل ويضيفون المزيد من الطماطم لخلق صلصة غنية، في حين قد يفكر آخرون في إضافة الزيتون الأسود إلى المزيج، بالإضافة إلى الجبن المدخن المقطع إلى مكعبات.

## الملاحظات والمراجع
1. ↑  "Fusilli all'ortolana". ricette.giallozafferano.it. اطلع عليه بتاريخ 2023-01-06..
2. ↑  "Vegetarian Pasta Recipe: Rigatoni all'Ortolana". vincenzosplate.com. اطلع عليه بتاريخ 2023-01-06..
3. ↑  "Pasta all'ortolana – summer vegetable pasta". coochinando.com. اطلع عليه بتاريخ 2023-01-06..